# Irokezi

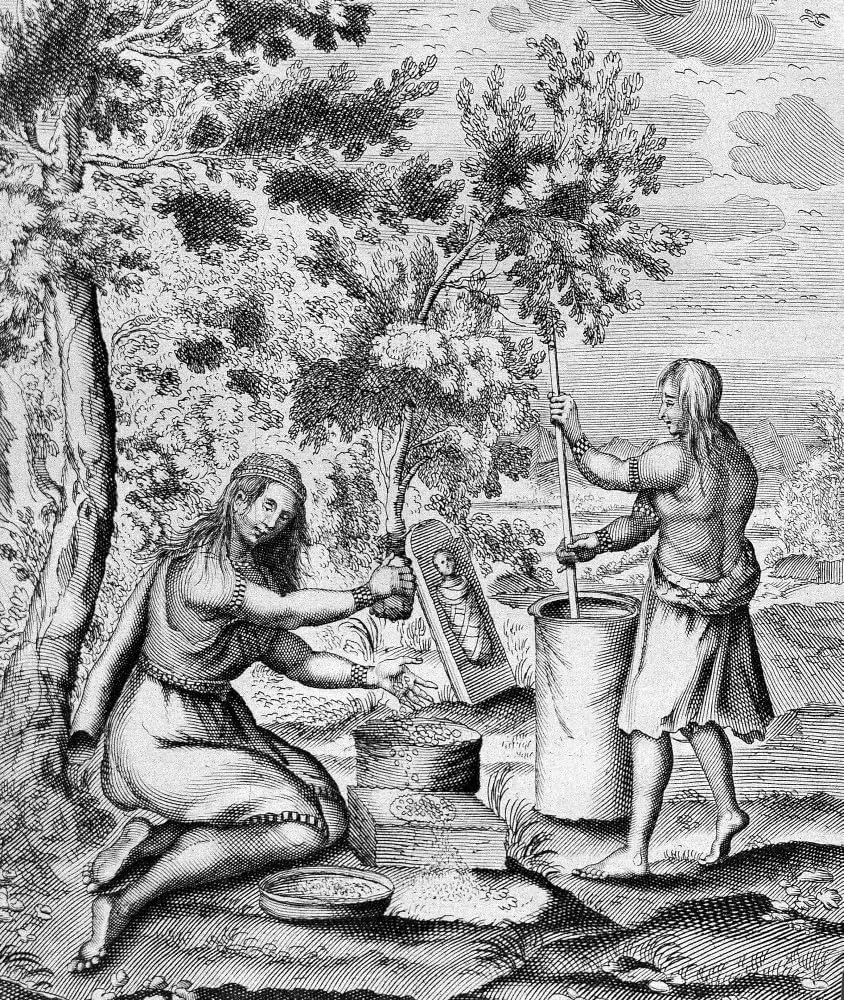
Irokezi w XVII wieku

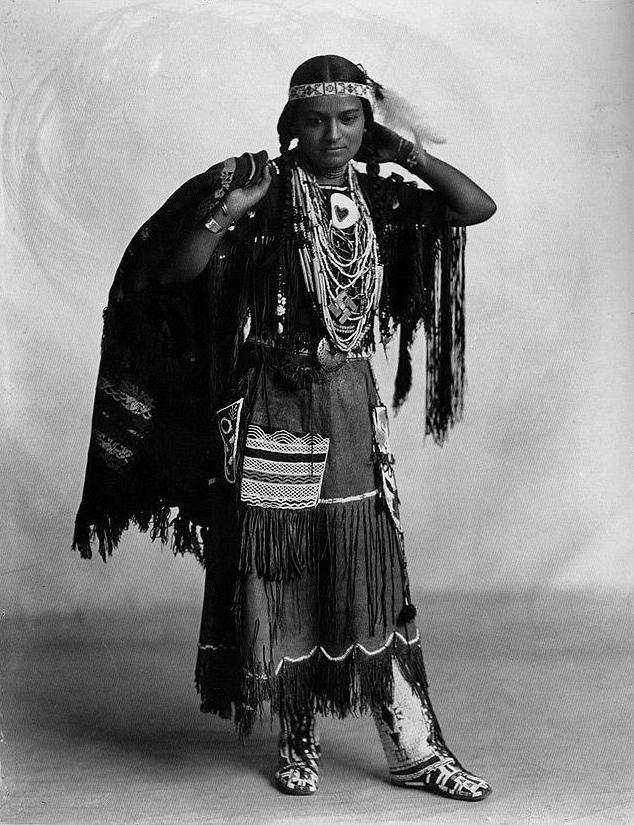
Wah-Ta-Waso, kobieta z ludu Irokezów w 1898 roku

Irokezi (nazwa własna: Haudenosaunee) – liga plemion (Mohawków, Oneidów, Onondagów, Kajugów i Seneków, od września 1722 także Tuskarorów, a nieco później również 6 plemion kanadyjskich Wyandotów) Indian Ameryki Północnej zamieszkujących tereny na wschód od Wielkich Jezior i na południe od Rzeki św. Wawrzyńca, czyli północną część stanów Nowy Jork, Pensylwanii i Maine, niemal cały stan Vermont oraz południowe obszary kanadyjskich prowincji Quebec i Ontario.
Irokezi posługują się językami irokeskimi należącymi do fyli makrosiouańskiej.

## Nazwa
Nazwa Iroquois (Aár-o-kwoi) pochodzi od algonkińskiej nazwy Irinakhoiw, czyli „prawdziwe żmije”, „wąż” lub „przerażający człowiek”. Nazwa własna Irokezów to Haudenosaunee, czyli „lud długiego domu”.

## Organizacja
Irokezi stworzyli jedną z najbardziej zaawansowanych cywilizacyjnie kultur Indian Ameryki Północnej. Prowadzili osiadły tryb życia a swoją gospodarkę, do czasu przybycia Europejczyków, opierali na rolnictwie. Uprawiali kilka odmian kukurydzy, fasolę i dynię. Posługiwali się sprawnie metodą wyrębu i wypalania. Mieszkali w tzw. długich domach, które mogły pomieścić kilka rodzin.
Na roli pracowały kobiety, podczas gdy mężczyźni zajmowali się polowaniami i wojowaniem. Znani byli jako znakomici i bezlitośni wojownicy. Kobiety Irokezów miały wysoki status społeczny i do nich należał wybór rady plemiennej.
Irokezi porywali kobiety sąsiednich plemion na żony i dzieci do adopcji.

## Historia

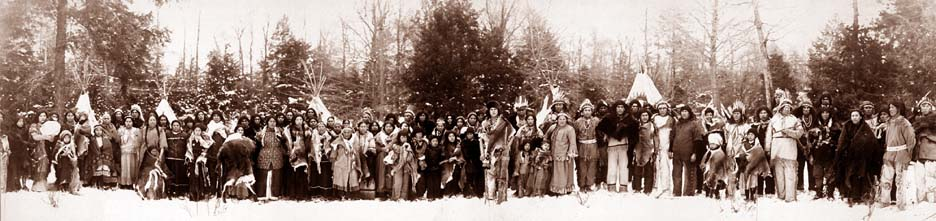
Grupa Irokezów w 1914 roku

Za założyciela Ligi Irokezów uchodzą wodzowie-reformatorzy Hiawatha oraz Wielki Rozjemca. Najprawdopodobniej są to postacie historyczne, jednak w świadomości narodowej Irokezów są tworzone na ich temat mity oraz traktuje się ich jak bogów. Szacuje się, że Liga Irokezów powstała w drugiej połowie XVI w. lub w pierwszej XVII w.
W chwili gdy zasoby środowiska Mohikanów uległy wyczerpaniu wskutek intensywnych polowań, Holendrzy z Nowej Holandii zwrócili swe zainteresowania w kierunku handlu z Irokezami. Irokezi rozpoczęli intensywne polowania, by zaspokoić popyt, tereny ich nie były jednak zbyt bogate w zwierzynę. Rozpoczęli więc rozszerzanie strefy swych wpływów na północ, na plemiona Huron i Ottawa (w XVI–XVII wieku Huroni byli potęgą traperską). Częściowo siłą, częściowo niezbyt korzystnymi dla tych drugich umowami handlowymi, Irokezi przejęli kontrolę i zdominowali handel skórami. Sytuację skomplikowało pojawienie się Francuzów i powstanie Nowej Francji. Francuzi nie tylko roztoczyli opiekę nad Indianami z północy, lecz także włączyli ich w swój system ekonomiczny, na dużo lepszych warunkach niż zapewniali to Irokezi. Wynikiem tego była długoletnia wojna pomiędzy Irokezami i Francuzami tzw. wojna bobrowa, w której udział brali także indiańscy sprzymierzeńcy Francuzów. W wyniku tych zmagań plemię Huron uległo niemal całkowitej eksterminacji. Konflikt francusko-irokeski zakończył się w 1701 wraz z podpisaniem tzw. wieczystego pokoju pomiędzy stronami. Irokezi, tracąc tereny handlowe na północy, rozpoczęli poszukiwanie nowych na zachodzie. Z czasem podporządkowali sobie ekonomicznie tereny na południe od Wielkich Jezior aż po Missisipi. Przez cały XVIII wiek Irokezi roztropnie pozostali neutralni w czasie szeregu konfliktów pomiędzy Wielką Brytanią (której byli naturalnymi sprzymierzeńcami) a Francją o dominację w Ameryce Północnej. Ze swych ziem zostali wyparci po amerykańskiej wojnie o niepodległość (1775–1785), kiedy to rosnące w siłę Stany Zjednoczone zmusiły ich do ucieczki na brytyjskie obszary Kanady. Schyłek potęgi Irokezów nastąpił w XIX wieku, gdy futra bobrów wyszły w Europie z mody, w związku z czym znaczenie tego handlu dla Irokezów znacznie spadło.

## Współczesność
Współcześnie Irokezi są jedną z bardziej tradycyjnych społeczności tubylczych Amerykanów, o silnym poczuciu własnej tożsamości. Znaczna część z nich zamieszkuje rezerwaty po obu stronach granicy USA i Kanady, gdzie po części nadal kultywują tradycje Ligi Irokezów, zachowując pewną autonomię polityczną i ekonomiczną, własną kulturę, religię oraz rewitalizując języki poszczególnych plemion.
Wielu mężczyzn chętnie zatrudnia się okresowo przy pracach wysokościowych, m.in. przy budowie mostów i wieżowców.

## Liczebność
Według danych U.S. Census Bureau, podczas spisu powszechnego w 2010 roku 81 002 obywateli USA oświadczyło, że ma pochodzenie wyłącznie lub między innymi Iroquois, z których ponad połowa (40 570) zadeklarowała, że są Irokezami. Grupy Irokezów mieszkają też w Kanadzie.

## Wierzenia
Ataensic to Bogini Śmierci sprawująca władzę nad Krainą Zmarłych, matka bliźniąt Hahgwehdiyu i Hahgwehdaetgah (Taranhaiwagon i Tawiskaron u Tuscarrora). Ten pierwszy przynosił światu dobro, drugi rozsiewał zło. Natomiast najważniejszym bogiem był u Irokezów Orenda. W mitologii narodów irokeskich na ludzi czyhały złe duchy, wyobrażane jako węże z rogami na głowie. Duszę posiadali nie tylko ludzie, ale również zwierzęta. Wierzono, że duch zwierzęcia mieszka w kościach, dlatego nie wolno było ich wyrzucać. Wieszano je starannie na drzewach, by na nowo obrosły mięsem i znów stały się zwierzyną łowną. Dusza zwierzęcia: atisken - „to, co mieści się w kościach”. Ich wierzenia nie są jednak ścisłe, podanie plemion podają różne wersje np. powstania świata, ideei, a także ich hierarchii bogów.

## Sławne postaci
- Hiawatha – wódz irokeski, współzałożyciel konfederacji irokeskiej
- Wielki Rozjemca – współzałożyciel konfederacji irokeskiej
- Joseph Brant – wódz, oficer i dyplomata,
- Graham Greene – aktor filmowy (m.in. nominowany do nagrody Oskara za rolę w filmie Tańczący z wilkami)